# Kuruzzenkogel
Der Kuruzzenkogel ist ein 425 m ü. A. hoher Hügel im Oststeirischen Riedelland im österreichischen Bundesland Steiermark. Er liegt im Süden der Stadtgemeinde Fehring und diente im Mittelalter als Kreidfeuerstation. Auf dem Gipfel steht die Kuruzzenkogelkapelle.

## Lage und Umgebung
Der Kuruzzenkogel erhebt sich an einem etwa von Südsüdwest nach Nordnordost verlaufenden Riedel zwischen Kapfenstein und Fehring südlich des Raabtales. Im Bereich des Kogels trennt der Riedel das Tal des Haselbaches im Westen vom Döllinggraben im Osten. Unmittelbare Nachbarhügel sind der Heißberg (von Hausberg, 440 m ü. A.) und der  Wienerkogel jenseits von Weinhof und Buschenschank Konrad (Kuruzzenschenke). Rundum befinden sich die Siedlungen Burgfeld, Dölling, Kälberberg, Krottenthal und Schlittenau. Das vollständig bewaldete Gipfelplateau mit Kapelle ist von der Kuruzzenschenke aus über einen Kreuzweg erreichbar. Nordseitig verlaufen der Ostösterreichische Grenzlandweg und der regionale Handspur-Wanderweg.

## Geologie
Wie Heißberg und Wienerkogel ragt der Kuruzzenkogel deutlich aus der ansonsten sanften Riedellandschaft südlich von Fehring hervor. Die auffälligen Kegel bestehen aus Basalttuffen vulkanischen Ursprungs, die widerstandsfähiger sind als die pliozänen Schotter, Sande und Tone, aus denen sie herausragen. Die Niveaus der Riedel rundum liegen bis zu 50 Meter tiefer auf rund 390 m ü. A., einige jungpliozäne Verebnungsflächen, etwa Stefansberg, auf 370 bis 380 m ü. A.

## Geschichte

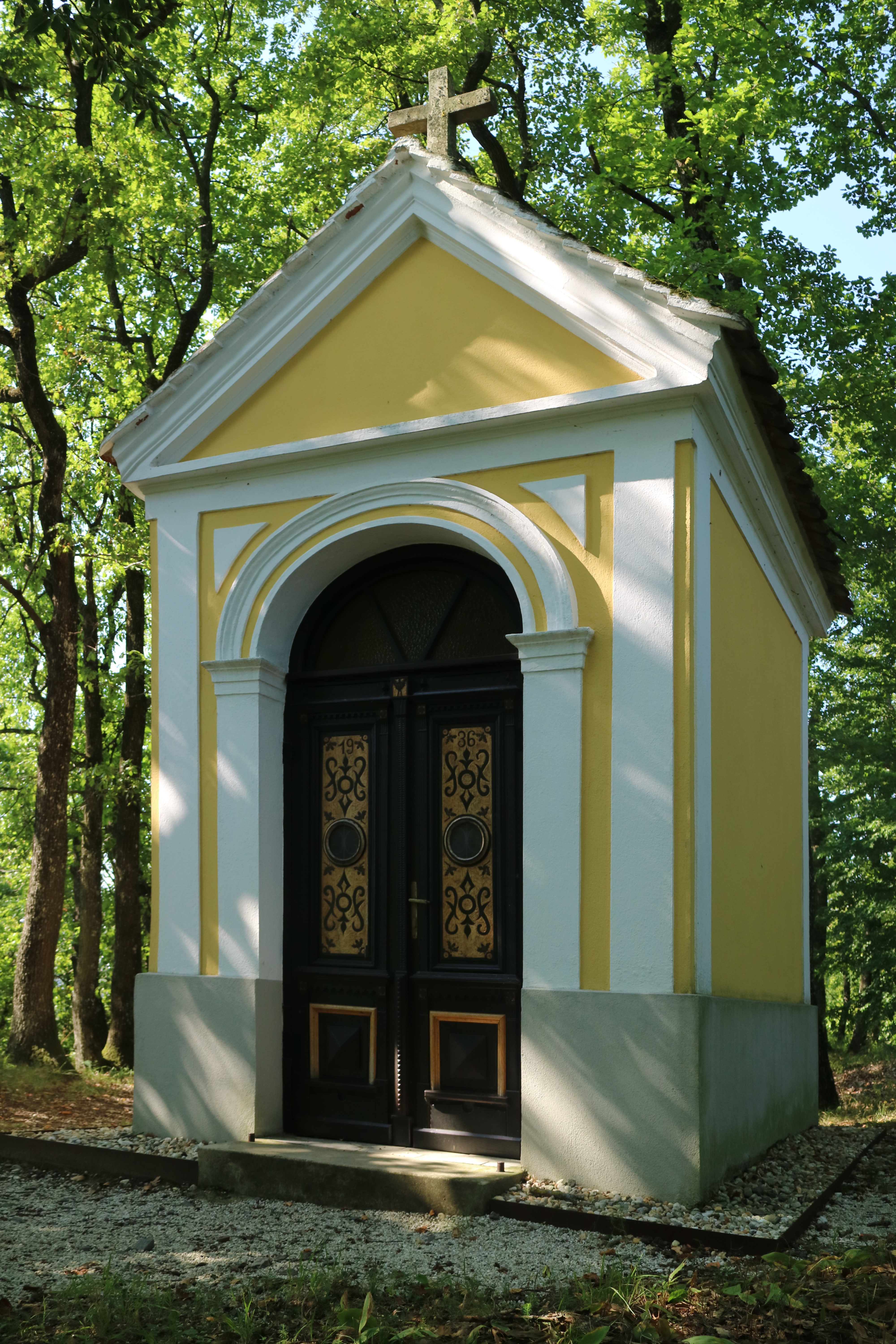
Kuruzzenkogelkapelle

Aufgrund der Sichtverbindung mit Fehring und Schloss Kapfenstein diente der Kuruzzenkogel im Mittelalter und möglicherweise danach als Kreidfeuerstation. Ein 1540 bezeugtes, nicht genau lokalisiertes Kreidfeuer wurde im Artikel „Der Pfaffenfeind bei Kapfenstein“ von Hans Pirchegger beschrieben. Der volksmündliche Name des Hügels geht auf die Kuruzen zurück, die zwischen 1704 und 1711 mehrmals im Raabtal einfielen. Die erste schriftliche Erwähnung findet sich in einer Heimatkunde des Lehrers August Artner aus dem Jahr 1883. In diesem Zusammenhang vermutete der Historiker Otto Lamprecht (1898–1974) eine frühere Befestigung des 24 × 8 Meter umfassenden Gipfelplateaus. Dessen nach allen Seiten scharf abgegrenzte Außenrand zeigte 1946 eine deutlich erkennbare Bekrönung aus lose übereinanderliegenden, aber überwachsenen Steinbrocken. Laut Lamprecht spricht die geringe Größe der Anlage sowohl gegen eine vorgeschichtliche Wallburg als auch gegen eine Fliehburg für die gesamte bäuerliche Bevölkerung der Umgebung. Ein 1930 bei einer Raubgrabung erbeuteter, 15 Zentimeter langer Truhen- oder Türschlüssel aus Eisen wurde auf die Zeit vor 1525 datiert, lässt aber keine Rückschlüsse auf den von Lamprecht beschriebenen Erd- oder Steinwall zu. Die Kuruzzenkogelkapelle wurde 1896 von der Winzerfamilie Konrad angeblich auf den Resten von Mauerwerk errichtet. Der Kreuzweg auf den Gipfel erfuhr 1976 eine Neugestaltung mit 14 Tontafeln durch den heimischen Künstler Stefan Maitz.
Rund um den Kuruzzenkogel findet jährlich am letzten Sonntag im Mai das Volksfest Kellerstöckl hoamsuachn statt. Die Veranstaltung mit Schmankerln und Volksmusik wird vom Tourismusverband Fehring in Zusammenarbeit mit den umliegenden Wein- und Obstbauern organisiert. Einer der Schauplätze ist die Kellergasse am Heißberg. Zur Kapelle führt zweimal im Jahr eine Erntedankprozession.